# Biathlon-Weltcup in Hochfilzen 2024/25
Der 2. Weltcup der Biathlonsaison 2024/25 fand in gewohnter Art und Weise im österreichischen Hochfilzen in Tirol statt. Die Wettkämpfe im Langlauf- und Biathlonzentrum Hochfilzen wurden vom 9. bis 15. Dezember 2024 ausgetragen.

## Wettkampfprogramm
| Datum        | Männer    | Männer               | Frauen    | Frauen             |
| ------------ | --------- | -------------------- | --------- | ------------------ |
| Fr, 13.12.24 | 14:20 Uhr | Sprint (10 km)       | 11:30 Uhr | Sprint (7,5 km)    |
| Sa, 14.12.24 | 14:45 Uhr | Verfolgung (12,5 km) | 12:15 Uhr | Verfolgung (10 km) |
| So, 15.12.24 | 14:15 Uhr | Staffel (4 × 7,5 km) | 11:30 Uhr | Staffel (4 × 6 km) |

## Teilnehmende Nationen und Athleten
Wenn Klammern um die Zahl der Athleten stehen, hat dies zur Bedeutung, dass vom entsprechenden Verband mehr Athleten für das Weltcupwochenende nominiert worden waren, als Startplätze in den Einzelrennen für die Nation zur Verfügung standen.
| Nation               | Anzahl               | Athlet | Athletin |
| Europa (24 Nationen) | Europa (24 Nationen) | Europa (24 Nationen) | Europa (24 Nationen) |
| -------------------- | -------------------- | --- | --- |
| Belgien              | (4)+3                | César Beauvais, Florent Claude, Thierry Langer, Marek Mackels                                                                   | Eve Bouvard, Maya Cloetens, Lotte Lie                                                                                     |
| Bulgarien            | (5)+4                | Wladimir Iliew, Wassil Saschew, Anton Sinapow, Blagoj Todew, Konstantin Wassilew                                                | Lora Christowa, Walentina Dimitrowa, Marija Sdrawkowa, Milena Todorowa                                                    |
| Deutschland          | 6+6                  | Philipp Horn, Simon Kaiser, Johannes Kühn, Philipp Nawrath, Danilo Riethmüller, Justus Strelow                                  | Marlene Fichtner, Selina Grotian, Julia Kink, Franziska Preuß, Julia Tannheimer, Vanessa Voigt                            |
| Estland              | (5)+(5)              | Mark-Markos Kehva, Jakob Kulbin, Kristo Siimer, Mehis Udam, Rene Zahkna                                                         | Susan Külm, Regina Ermits, Hanna-Britta Kaasik, Johanna Talihärm, Tuuli Tomingas                                          |
| Finnland             | 5+4                  | Tuomas Harjula, Olli Hiidensalo, Otto Invenius, Jaakko Ranta, Tero Seppälä                                                      | Inka Hämäläinen, Venla Lehtonen, Sonja Leinamo, Suvi Minkkinen                                                            |
| Frankreich           | 6+7 1                | Émilien Claude, Fabien Claude, Quentin Fillon Maillet, Antonin Guigonnat, Émilien Jacquelin, Éric Perrot                        | Justine Braisaz-Bouchet, Sophie Chauveau, Gilonne Guigonnat, Lou Jeanmonnot, Océane Michelon, Jeanne Richard, Julia Simon |
| Griechenland         | 1                    | Apostolos Angelis | |
| Grönland             | 1                    | Sondre Slettemark | |
| Italien              | 6+6                  | Didier Bionaz, Patrick Braunhofer, Daniele Cappellari, Tommaso Giacomel, Lukas Hofer, Elia Zeni                                 | Hannah Auchentaller, Michela Carrara, Samuela Comola, Beatrice Trabucchi, Martina Trabucchi, Dorothea Wierer              |
| Kroatien             | 2+1                  | Krešimir Crnković, Matija Legović                                                                                               | Anika Kožica |
| Lettland             | 4+4                  | Renārs Birkentāls, Edgars Mise, Aleksandrs Patrijuks, Andrejs Rastorgujevs                                                      | Baiba Bendika, Sandra Buliņa, Sanita Buliņa, Annija Sabule                                                                |
| Litauen              | (5)+3                | Karol Dombrovski, Maksim Fomin, Tomas Kaukėnas, Jokūbas Mačkinė, Vytautas Strolia                                               | Natalija Kočergina, Judita Traubaitė, Lidia Žurauskaitė                                                                   |
| Moldau               | 3+3                  | Pawel Magasejew, Maxim Makarow, Michail Ussow                                                                                   | Alla Ghilenko, Aljona Makarowa, Alina Stremous                                                                            |
| Norwegen             | 7+6 1                | Johannes Thingnes Bø, Tarjei Bø, Vetle Sjåstad Christiansen, Sturla Holm Lægreid, Vebjørn Sørum, Endre Strømsheim, Martin Uldal | Juni Arnekleiv, Emilie Ågheim Kalkenberg, Maren Kirkeeide, Karoline Offigstad Knotten, Marit Øygard, Gro Randby           |
| Österreich           | 5+5                  | Simon Eder, David Komatz, Felix Leitner, Fredrik Mühlbacher, Fabian Müllauer                                                    | Anna Andexer, Anna Gandler, Lisa Hauser, Lea Rothschopf, Dunja Zdouc                                                      |
| Polen                | 4+5                  | Konrad Badacz, Jan Guńka, Andrzej Nędza-Kubiniec, Marcin Zawół                                                                  | Daria Gembicka, Joanna Jakieła, Anna Mąka, Natalia Sidorowicz, Kamila Żuk                                                 |
| Rumänien             | 4+3                  | George Buta, George Colțea, Raul Flore, Dmitri Schamajew                                                                        | Andreea Mezdrea, Jelena Tschirkowa, Anastassija Tolmatschowa                                                              |
| Schweden             | 6+6                  | Viktor Brandt, Anton Ivarsson, Jesper Nelin, Martin Ponsiluoma, Sebastian Samuelsson, Malte Stefansson                          | Sara Andersson, Ella Halvarsson, Anna-Karin Heijdenberg, Anna Magnusson, Elvira Öberg, Hanna Öberg                        |
| Schweiz              | 5+5                  | Joscha Burkhalter, Dajan Danuser, Jeremy Finello, Niklas Hartweg, Gion Stalder                                                  | Amy Baserga, Aita Gasparin, Elisa Gasparin, Lena Häcki-Groß, Susi Meinen                                                  |
| Slowakei             | (4)+(4)              | Šimon Adamov, Jakub Borguľa, Damián Cesnek, Tomáš Sklenárik                                                                     | Paulína Bátovská Fialková, Ema Kapustová, Mária Remeňová, Zuzana Remeňová                                                 |
| Slowenien            | 5+4                  | Miha Dovžan, Jakov Fak, Lovro Planko, Matic Repnik, Toni Vidmar                                                                 | Polona Klemenčič, Anamarija Lampič, Lena Repinc, Klara Vindišar                                                           |
| Spanien              | 1                    | Roberto Piqueras | |
| Tschechien           | 5+5                  | Vítězslav Hornig, Michal Krčmář, Jonáš Mareček, Tomáš Mikyska, Jakub Štvrtecký                                                  | Lucie Charvátová, Markéta Davidová, Jessica Jislová, Kristýna Otcovská, Tereza Voborníková                                |
| Ukraine              | (5)+5                | Anton Dudtschenko, Witalij Mandsyn, Dmytro Pidrutschnyj, Artem Tyschtschenko, Bohdan Zymbal                                     | Chrystyna Dmytrenko, Julija Dschyma, Olena Horodna, Anna Krywonos, Oleksandra Merkuschyna                                 |
| Amerika (2 Nationen) |                      | | |
| Kanada               | (4)+(5)              | Haldan Borglum, Daniel Gilfillan, Logan Pletz, Adam Runnalls                                                                    | Emma Lunder, Nadia Moser, Pascale Paradis, Benita Peiffer, Shilo Rousseau                                                 |
| Vereinigte Staaten   | 4+4                  | Jake Brown, Sean Doherty, Maxime Germain, Campbell Wright                                                                       | Lucinda Anderson, Grace Castonguay, Margie Freed, Deedra Irwin                                                            |
| Asien (4 Nationen)   |                      | | |
| Kasachstan           | (5)+(4)              | Kirill Bauer, Ässet Düissenow, Wladislaw Kirejew, Wadim Kurales, Alexander Muchin                                               | Polina Jegorowa, Arina Krjukowa, Olga Poltaranina, Galina Wischnewskaja-Scheporenko                                       |
| Mongolei             | 1                    | Enchsaichan Enchbat | |
| Südkorea             | 3+2                  | Choi Du-jin, Timofei Lapschin, Alexander Starodubez                                                                             | Jekaterina Awwakumowa, Ko Eun-jung                                                                                        |
| Volksrepublik China  | 2+2                  | Gu Cang, Yan Xingyuan | Tang Jialin, Chu Yuanmeng                                                                                                 |
| Ozeanien (1 Nation)  |                      | | |
| Australien           | 1                    | | Darcie Morton |

## Ausgangslage
Als Weltcupführende gingen nach der ersten Weltcupstation Éric Perrot und Elvira Öberg an den Start.

Nachdem die Gesamtweltcupsiegerin des Vorjahres Lisa Vittozzi aufgrund von Rückenbeschwerden schon bei der Saisoneröffnung nicht an den Start gehen konnte, schloss sie in der Folge auch Starts in Hochfilzen und Le Grand-Bornand aus. Im Januar möchte die Italienerin in Oberhof wieder antreten. Auch Ingrid Landmark Tandrevold gab nach ihren in Kontiolahti während der Wettkämpfe auftretenden Herz-Rhythmus-Störungen bekannt, in Hochfilzen nicht anzutreten und sich ärztlich überprüfen wollen zu lassen.
Nach dem ersten Weltcupwochenende wurden bereits erste Athletenwechsel bei einigen Nationen durchgeführt. So wurde der Gesamtdritte des vorigen Winters Johannes Dale-Skjevdal nach ungenügenden Leistungen aus dem Kader genommen und durch den Führenden der IBU-Cup-Wertung Martin Uldal ersetzt. Bei den norwegischen Damen übernahm Marit Øygard den Platz von Tandrevold, die eigentlich qualifizierte Ida Lien musste ihren Start krankheitsbedingt absagen. Im deutschen Team wurden Johanna Puff und David Zobel aus dem Aufgebot genommen, Marlene Fichtner und Simon Kaiser gaben ihr Weltcupdebüt. Auch der eigentlich bereits in Kontiolahti hätte starten sollende Fabian Müllauer (für Patrick Jakob) gab bei seinen Heimwettkämpfen seinen Einstand auf der höchsten Ebene, das Gleiche galt für die Salzburgerin Anna Andexer, die Kristina Oberthaler ersetzte. Der Schweizer Verband musste krankheitsbedingt auf Lea Meier und Sebastian Stalder verzichten, im Gegenzug bekamen Dajan Danuser und Susi Meinen ihren ersten Weltcupauftritt der Saison. Im italienischen Team fehlte neben Vittozzi weiterhin Rebecca Passler, es starteten die Schwestern Beatrice und Martina Trabucchi.

## Ergebnisse
| 2. Weltcup in Hochfilzen, 9. bis 15. Dezember 2024 | 2. Weltcup in Hochfilzen, 9. bis 15. Dezember 2024 | 2. Weltcup in Hochfilzen, 9. bis 15. Dezember 2024                           | 2. Weltcup in Hochfilzen, 9. bis 15. Dezember 2024                           | 2. Weltcup in Hochfilzen, 9. bis 15. Dezember 2024                         |
| -------------------------------------------------- | -------------------------------------------------- | ---------------------------------------------------------------------------- | ---------------------------------------------------------------------------- | -------------------------------------------------------------------------- |
| Datum                                              | Disziplin                                          | Erster Platz                                                                 | Zweiter Platz                                                                | Dritter Platz                                                              |
| 13. Dezember 2024 (Fr.)                            | Sprint (7,5 km)                                    | Johannes Thingnes Bø                                                         | Sturla Holm Lægreid                                                          | Fabien Claude                                                              |
| 13. Dezember 2024 (Fr.)                            | Sprint (10 km)                                     | Franziska Preuß                                                              | Sophie Chauveau                                                              | Karoline Offigstad Knotten                                                 |
| 14. Dezember 2024 (Sa.)                            | Verfolgung (10 km)                                 | Lou Jeanmonnot                                                               | Vanessa Voigt                                                                | Franziska Preuß                                                            |
| 14. Dezember 2024 (Sa.)                            | Verfolgung (12,5 km)                               | Johannes Thingnes Bø                                                         | Émilien Jacquelin                                                            | Sturla Holm Lægreid                                                        |
| 15. Dezember 2024 (So.)                            | Staffel (4 × 6 km)                                 | DeutschlandVanessa Voigt Julia Tannheimer Selina Grotian Franziska Preuß     | FrankreichJulia Simon Justine Braisaz-Bouchet Sophie Chauveau Lou Jeanmonnot | SchwedenAnna Magnusson Anna-Karin Heijdenberg Ella Halvarsson Elvira Öberg |
| 15. Dezember 2024 (So.)                            | Staffel (4 × 7,5 km)                               | FrankreichFabien Claude Quentin Fillon Maillet Éric Perrot Émilien Jacquelin | NorwegenSturla Holm Lægreid Tarjei Bø Johannes Thingnes Bø Vebjørn Sørum     | SchwedenViktor Brandt Jesper Nelin Martin Ponsiluoma Sebastian Samuelsson  |

## Verlauf

### Sprint

#### Frauen
Start: Freitag, 13. Dezember 2024, 11:30 Uhr
| Platz | Sportler                   | Zeit        | Schießfehler |
| ----- | -------------------------- | ----------- | ------------ |
| 1     | Franziska Preuß            | 21:06,0 min | 0+1          |
| 2     | Sophie Chauveau            | +7,7        | 0+0          |
| 3     | Karoline Offigstad Knotten | +10,1       | 0+0          |
| 4     | Lou Jeanmonnot             | +22,3       | 0+1          |
| 5     | Selina Grotian             | +30,2       | 1+0          |
| 6     | Justine Braisaz-Bouchet    | +31,1       | 1+1          |
| 7     | Markéta Davidová           | +36,4       | 1+0          |
| 8     | Anamarija Lampič           | +38,5       | 2+1          |
| 9     | Dorothea Wierer            | +40,2       | 0+0          |
| 10    | Milena Todorowa            | +44,4       | 0+0          |
| 0     |                            |             |              |
| 12    | Hannah Auchentaller        | +44,7       | 0+0          |
| 12    | Vanessa Voigt              | +44,7       | 0+1          |
| 19    | Maya Cloetens              | +53,3       | 0+0          |
| 22    | Lotte Lie                  | +55,9       | 0+0          |
| 24    | Lena Häcki-Groß            | +1:05,3     | 0+2          |
| 25    | Anna Andexer               | +1:07,6     | 0+0          |
| 27    | Anna Gandler               | +1:09,3     | 0+1          |
| 28    | Michela Carrara            | +1:09,6     | 1+1          |
| 29    | Julia Tannheimer           | +1:10,6     | 0+2          |
| 34    | Lisa Hauser                | +1:17,0     | 2+0          |
| 37    | Samuela Comola             | +1:23,1     | 0+1          |
| 40    | Amy Baserga                | +1:26,3     | 0+1          |
| 40    | Julia Kink                 | +1:26,3     | 1+1          |
| 46    | Marlene Fichtner           | +1:37,8     | 0+1          |
| 47    | Aita Gasparin              | +1:41,7     | 1+1          |
| 50    | Beatrice Trabucchi         | +1:48,5     | 1+0          |
| 55    | Martina Trabucchi          | +1:55,9     | 2+0          |
| 58    | Elisa Gasparin             | +1:59,2     | 0+2          |
| 69    | Eve Bouvard                | +2:18,7     | 1+1          |
| 77    | Susi Meinen                | +2:30,0     | 0+3          |
| 78    | Dunja Zdouc                | +2:33,8     | 0+1          |
| 81    | Lea Rothschopf             | +2:39,6     | 0+2          |

Gemeldet: 108 
 Nicht am Start: 2

#### Männer
Start: Freitag, 6. Dezember 2024, 16:20 Uhr
| Platz | Sportler             | Zeit        | Schießfehler |
| ----- | -------------------- | ----------- | ------------ |
| 1     | Johannes Thingnes Bø | 24:23,1 min | 0+1          |
| 2     | Sturla Holm Lægreid  | +4,2        | 0+0          |
| 3     | Fabien Claude        | +6,8        | 0+0          |
| 4     | Endre Strømsheim     | +7,4        | 0+0          |
| 5     | Vebjørn Sørum        | +19,9       | 0+2          |
| 6     | Sebastian Samuelsson | +21,1       | 0+1          |
| 7     | Martin Uldal         | +21,7       | 0+2          |
| 8     | Philipp Nawrath      | +22,0       | 0+0          |
| 9     | Niklas Hartweg       | +32,7       | 0+0          |
| 10    | Campbell Wright      | +41,1       | 0+0          |
| 11    | Tommaso Giacomel     | +43,1       | 2+0          |
| 0     |                      |             |              |
| 16    | Lukas Hofer          | +59,3       | 0+1          |
| 17    | Justus Strelow       | +59,6       | 0+1          |
| 18    | Thierry Langer       | +1:01,3     | 0+0          |
| 19    | Jeremy Finello       | +1:02,0     | 0+2          |
| 22    | Didier Bionaz        | +1:12,4     | 0+1          |
| 32    | Philipp Horn         | +1:33,3     | 1+1          |
| 35    | Simon Eder           | +1:36,6     | 0+1          |
| 38    | Simon Kaiser         | +1:43,7     | 1+2          |
| 40    | Joscha Burkhalter    | +1:51,8     | 1+1          |
| 42    | Felix Leitner        | +1:52,8     | 1+0          |
| 51    | Florent Claude       | +2:07,0     | 0+1          |
| 53    | Daniele Cappellari   | +2:09,3     | 0+0          |
| 57    | Dajan Danuser        | +2:16,7     | 1+1          |
| 59    | Johannes Kühn        | +2:24,2     | 1+3          |
| 62    | Patrick Braunhofer   | +2:25,0     | 0+1          |
| 66    | David Komatz         | +2:31,8     | 0+2          |
| 73    | Danilo Riethmüller   | +2:40,7     | 1+4          |
| 77    | Marek Mackels        | +2:45,1     | 0+1          |
| 85    | Fredrik Mühlbacher   | +3:06,7     | 2+1          |
| 86    | Elia Zeni            | +3:07,2     | 2+2          |
| 100   | Fabian Müllauer      | +3:43,9     | 3+2          |
| 111   | Gion Stalder         | +5:24,2     | 0+2          |

Gemeldet: 112 
 Nicht am Start:  Pawel Magasejew

### Verfolgung

#### Frauen
Start: Samstag, 14. Dezember 2024, 12:15 Uhr
| Platz | Sportler                   | Zeit        | Schießfehler |
| ----- | -------------------------- | ----------- | ------------ |
| 1     | Lou Jeanmonnot             | 29:48,5 min | 0+0+0+0      |
| 2     | Vanessa Voigt              | +33,8       | 0+0+0+0      |
| 3     | Franziska Preuß            | +35,3       | 0+0+2+1      |
| 4     | Ella Halvarsson            | +39,5       | 0+0+1+0      |
| 5     | Markéta Davidová           | +56,0       | 1+0+0+1      |
| 6     | Julia Simon                | +1:06,7     | 0+0+1+1      |
| 7     | Suvi Minkkinen             | +1:11,2     | 1+0+0+1      |
| 8     | Elvira Öberg               | +1:19,0     | 1+1+0+1      |
| 9     | Gilonne Guigonnat          | +1:20,1     | 1+0+0+0      |
| 10    | Karoline Offigstad Knotten | +1:27,0     | 0+0+0+2      |
| 0     |                            |             |              |
| 12    | Maya Cloetens              | +1:37,8     | 0+0+1+0      |
| 15    | Lisa Hauser                | +1:46,0     | 0+1+0+0      |
| 17    | Julia Tannheimer           | +1:50,2     | 0+1+2+0      |
| 20    | Dorothea Wierer            | +2:00,3     | 0+0+1+3      |
| 23    | Selina Grotian             | +2:13,3     | 1+1+1+2      |
| 24    | Anna Gandler               | +2:18,8     | 0+1+1+0      |
| 29    | Hannah Auchentaller        | +2:31,6     | 0+1+0+2      |
| 31    | Julia Kink                 | +2:38,3     | 2+0+1+0      |
| 33    | Samuela Comola             | +2:48,1     | 0+0+1+2      |
| 35    | Michela Carrara            | +2:58,8     | 1+0+3+2      |
| 36    | Lena Häcki-Groß            | +3:04,8     | 1+1+2+2      |
| 37    | Aita Gasparin              | +3:07,8     | 0+0+2+1      |
| 41    | Lotte Lie                  | +3:14,9     | 0+0+3+2      |
| 44    | Amy Baserga                | +3:28,1     | 1+0+0+2      |
| 49    | Beatrice Trabucchi         | +4:00,7     | 1+0+0+0      |
| 50    | Marlene Fichtner           | +4:10,6     | 0+0+1+1      |
| 51    | Martina Trabucchi          | +4:19,7     | 1+0+1+2      |
| 55    | Elisa Gasparin             | +4:46,6     | 2+0+0+3      |
| 56    | Anna Andexer               | +4:55,0     | 1+1+2+3      |

Gemeldet und am Start: 60

#### Männer
Start: Samstag, 14. Dezember 2024, 14:45 Uhr
| Platz | Sportler             | Zeit        | Schießfehler |
| ----- | -------------------- | ----------- | ------------ |
| 1     | Johannes Thingnes Bø | 32:16,5 min | 0+0+1+1      |
| 2     | Émilien Jacquelin    | +3,5        | 0+0+0+1      |
| 3     | Sturla Holm Lægreid  | +3,8        | 0+0+0+1      |
| 4     | Sebastian Samuelsson | +47,0       | 0+0+2+1      |
| 5     | Martin Uldal         | +47,6       | 0+0+2+1      |
| 6     | Vebjørn Sørum        | +50,1       | 2+0+1+0      |
| 7     | Tommaso Giacomel     | +1:02,4     | 1+1+1+0      |
| 8     | Philipp Nawrath      | +1:05,5     | 1+0+1+0      |
| 9     | Fabien Claude        | +1:21,2     | 2+1+0+1      |
| 10    | Tarjei Bø            | +1:30,6     | 0+0+1+0      |
| 0     |                      |             |              |
| 13    | Justus Strelow       | +1:38,3     | 0+0+2+0      |
| 17    | Thierry Langer       | +1:52,2     | 1+0+0+1      |
| 19    | Lukas Hofer          | +2:04,8     | 0+0+1+1      |
| 21    | Philipp Horn         | +2:05,2     | 1+0+0+0      |
| 25    | Simon Kaiser         | +2:12,7     | 0+1+1+0      |
| 27    | Jeremy Finello       | +2:36,5     | 2+0+3+1      |
| 30    | Simon Eder           | +2:50,6     | 0+0+1+0      |
| 31    | Niklas Hartweg       | +2:55,6     | 1+4+0+1      |
| 32    | Florent Claude       | +3:00,7     | 0+0+0+0      |
| 34    | Johannes Kühn        | +3:06,4     | 0+0+1+1      |
| 42    | Felix Leitner        | +3:49,4     | 0+0+1+0      |
| 43    | Didier Bionaz        | +3:51,6     | 3+1+1+1      |
| 49    | Joscha Burkhalter    | +4:17,2     | 1+1+1+2      |
| 52    | Daniele Cappellari   | +4:38,7     | 0+0+1+0      |
| 58    | Dajan Danuser        | +6:51,4     | 1+3+0+2      |

Gemeldet: 60 
 Nicht am Start: 2

### Staffel

#### Frauen
Start: Sonntag, 15. Dezember 2024, 11:30 Uhr
| Platz | Land        | Sportler                                                              | Zeit        | Strafrunden + Nachlader         |
| ----- | ----------- | --------------------------------------------------------------------- | ----------- | ------------------------------- |
| 1     | Deutschland | Vanessa Voigt Julia Tannheimer Selina Grotian Franziska Preuß         | 1:16:13,7 h | 0+0 0+1 0+1 0+0 0+2 0+0 0+0 0+0 |
| 2     | Frankreich  | Julia Simon Justine Braisaz-Bouchet Sophie Chauveau Lou Jeanmonnot    | +1:05,7     | 0+0 0+2 0+2 0+2 0+0 0+2 0+2 1+3 |
| 3     | Schweden    | Anna Magnusson Anna-Karin Heijdenberg Ella Halvarsson Elvira Öberg    | +1:31,8     | 0+2 0+0 0+0 1+3 0+0 0+0 0+1 0+0 |
| 4     | Slowenien   | Lena Repinc Klara Vindišar Anamarija Lampič Polona Klemenčič          | +2:42,1     | 0+0 0+3 0+0 0+1 0+0 0+2 0+0 0+0 |
| 5     | Schweiz     | Amy Baserga Aita Gasparin Lena Häcki-Groß Elisa Gasparin              | +2:53,0     | 0+1 0+2 0+0 0+0 0+2 0+1 0+1 1+3 |
| 6     | Norwegen    | Juni Arnekleiv Karoline Offigstad Knotten Gro Randby Maren Kirkeeide  | +3:08,2     | 0+0 0+2 0+0 0+2 0+1 2+3 0+2 0+1 |
| 7     | Ukraine     | Chrystyna Dmytrenko Julija Dschyma Anna Krywonos Olena Horodna        | +3:30,3     | 0+0 0+0 0+0 0+2 0+0 0+1 0+1 0+1 |
| 8     | Tschechien  | Jessica Jislová Lucie Charvátová Tereza Voborníková Kristýna Otcovská | +3:33,4     | 0+0 0+0 1+3 1+3 0+1 0+0 0+2 0+2 |
| 9     | Polen       | Natalia Sidorowicz Kamila Żuk Anna Mąka Joanna Jakieła                | +3:42,2     | 0+3 0+1 0+1 1+3 0+3 1+3 0+3 0+2 |
| 10    | Finnland    | Suvi Minkkinen Venla Lehtonen Inka Hämäläinen Sonja Leinamo           | +3:54,1     | 0+1 0+1 0+1 0+2 0+1 0+0 0+1 0+0 |
| 11    | Italien     | Hannah Auchentaller Samuela Comola Martina Trabucchi Michela Carrara  | +3:57,4     | 0+1 1+3 0+0 0+2 1+3 0+0 0+1 0+2 |
| 0     |             |                                                                       |             |                                 |
| 13    | Österreich  | Dunja Zdouc Anna Gandler Anna Andexer Lisa Hauser                     | +4:56,4     | 0+2 0+1 0+1 0+0 0+0 1+3 0+0 0+2 |

Gemeldet und am Start: 19 Staffeln 
 Überrundet: 2

#### Männer
Start: Sonntag, 15. Dezember 2024, 14:15 Uhr
| Platz | Land               | Sportler                                                           | Zeit        | Strafrunden + Nachlader         |
| ----- | ------------------ | ------------------------------------------------------------------ | ----------- | ------------------------------- |
| 1     | Frankreich         | Fabien Claude Quentin Fillon Maillet Éric Perrot Émilien Jacquelin | 1:23:04,3 h | 0+0 0+1 0+1 0+1 0+2 0+1 0+2 0+2 |
| 2     | Norwegen           | Sturla Holm Lægreid Tarjei Bø Johannes Thingnes Bø Vebjørn Sørum   | +49,0       | 0+0 0+0 0+0 0+2 0+0 0+3 0+0 1+3 |
| 3     | Schweden           | Viktor Brandt Jesper Nelin Martin Ponsiluoma Sebastian Samuelsson  | +1:59,2     | 0+1 0+2 0+0 1+3 0+3 0+2 0+1 0+2 |
| 4     | Slowenien          | Miha Dovžan Jakov Fak Toni Vidmar Lovro Planko                     | +2:06,8     | 0+0 0+2 0+0 0+1 0+1 0+1         |
| 5     | Deutschland        | Justus Strelow Simon Kaiser Danilo Riethmüller Philipp Nawrath     | +2:27,8     | 0+0 0+1 0+1 0+1 0+3 1+3 0+1 0+3 |
| 6     | Vereinigte Staaten | Sean Doherty Maxime Germain Campbell Wright Jake Brown             | +3:01,0     | 0+3 0+2 0+0 0+0 0+1 0+1 0+1 0+2 |
| 7     | Italien            | Lukas Hofer Elia Zeni Didier Bionaz Tommaso Giacomel               | +3:18,1     | 0+1 1+3 0+2 1+3 0+0 0+1 0+0 0+3 |
| 8     | Finnland           | Jaakko Ranta Olli Hiidensalo Tero Seppälä Otto Invenius            | +3:25,0     | 0+2 0+3 0+0 1+3 0+0 0+0 0+1 0+2 |
| 9     | Tschechien         | Vítězslav Hornig Jonáš Mareček Michal Krčmář Jakub Štvrtecký       | +3:51,2     | 0+1 0+1 0+0 0+3 0+0 0+2 0+1 2+3 |
| 10    | Estland            | Rene Zahkna Jakob Kulbin Mark-Markos Kehva Mehis Udam              | +4:34,7     | 0+0 0+0 0+2 0+0 0+0 0+1 0+3 0+1 |
| 0     |                    |                                                                    |             |                                 |
| 13    | Schweiz            | Joscha Burkhalter Niklas Hartweg Jeremy Finello Dajan Danuser      | +4:48,2     | 1+3 0+1 0+0 0+2 0+2 3+3         |
| 14    | Österreich         | David Komatz Simon Eder Felix Leitner Fredrik Mühlbacher           | +5:00,8     | 0+0 0+2 0+0 0+2 0+0 0+0 0+1 0+2 |
| 16    | Belgien            | Thierry Langer Florent Claude César Beauvais Marek Mackels         | +5:16,3     | 0+0 0+2 0+0 0+1 0+0 0+3 0+0 1+3 |

Gemeldet und am Start: 22 Staffeln 
 Überrundet: 3

## Auswirkungen
| Rang | Name                   | Punkte | Siege | Verän- derung |
| ---- | ---------------------- | ------ | ----- | ------------- |
| 1    | Johannes Thingnes Bø   | 339    | 2     |               |
| 2    | Sturla Holm Lægreid    | 304    | 0     |               |
| 3    | Émilien Jacquelin      | 246    | 1     |               |
| 4    | Éric Perrot            | 222    | 1     |               |
| 5    | Sebastian Samuelsson   | 208    | 0     |               |
| 6    | Endre Strømsheim       | 199    | 1     |               |
| 7    | Philipp Nawrath        | 182    | 0     |               |
| 8    | Vebjørn Sørum          | 182    | 0     |               |
| 9    | Fabien Claude          | 180    | 0     |               |
| 10   | Quentin Fillon Maillet | 169    | 0     |               |

| Rang | Name                       | Punkte | Siege | Verän- derung |
| ---- | -------------------------- | ------ | ----- | ------------- |
| 1    | Franziska Preuß            | 325    | 1     |               |
| 2    | Lou Jeanmonnot             | 296    | 2     |               |
| 3    | Elvira Öberg               | 283    | 1     |               |
| 4    | Markéta Davidová           | 223    | 1     |               |
| 5    | Vanessa Voigt              | 197    | 0     |               |
| 6    | Ella Halvarsson            | 194    | 0     |               |
| 7    | Suvi Minkkinen             | 194    | 0     |               |
| 8    | Karoline Offigstad Knotten | 171    | 0     |               |
| 9    | Julia Simon                | 154    | 0     |               |
| 10   | Lisa Hauser                | 141    | 0     |               |

## Debütanten
Folgende Athleten nahmen zum ersten Mal an einem Biathlon-Weltcup teil. Dabei kann es sich sowohl um Individualrennen, als auch um Staffelrennen handeln.
| Männer          | Frauen            |
| --------------- | ----------------- |
| Simon Kaiser    | Marlene Fichtner  |
| Wadim Kurales   | Martina Trabucchi |
| Fabian Müllauer | Marit Øygard      |
| Šimon Adamov    | Anna Andexer      |
| Gu Cang         | Lucinda Anderson  |